# Leeman
Leeman är en ort i Australien. Den ligger i kommunen Coorow och delstaten Western Australia, omkring 240 kilometer norr om delstatshuvudstaden Perth. Antalet invånare är 399.
Trakten runt Leeman är nära nog obefolkad, med mindre än två invånare per kvadratkilometer.. Leeman är det största samhället i trakten. 
Omgivningarna runt Leeman är huvudsakligen savann. Genomsnittlig årsnederbörd är 488 millimeter. Den regnigaste månaden är juli, med i genomsnitt 88 mm nederbörd, och den torraste är februari, med 7 mm nederbörd.